# Hypocala andremona
Hypocala andremona là một loài bướm đêm trong họ Noctuidae.